# Хавлок-Норт
Ха́влок-Норт (англ. Havelock North) — небольшой город в регионе Хокс-Бей, Новая Зеландия. Входит в состав городского округа Хейстингс. Население — 13 950 чел. (по переписи 2018 года).

## История

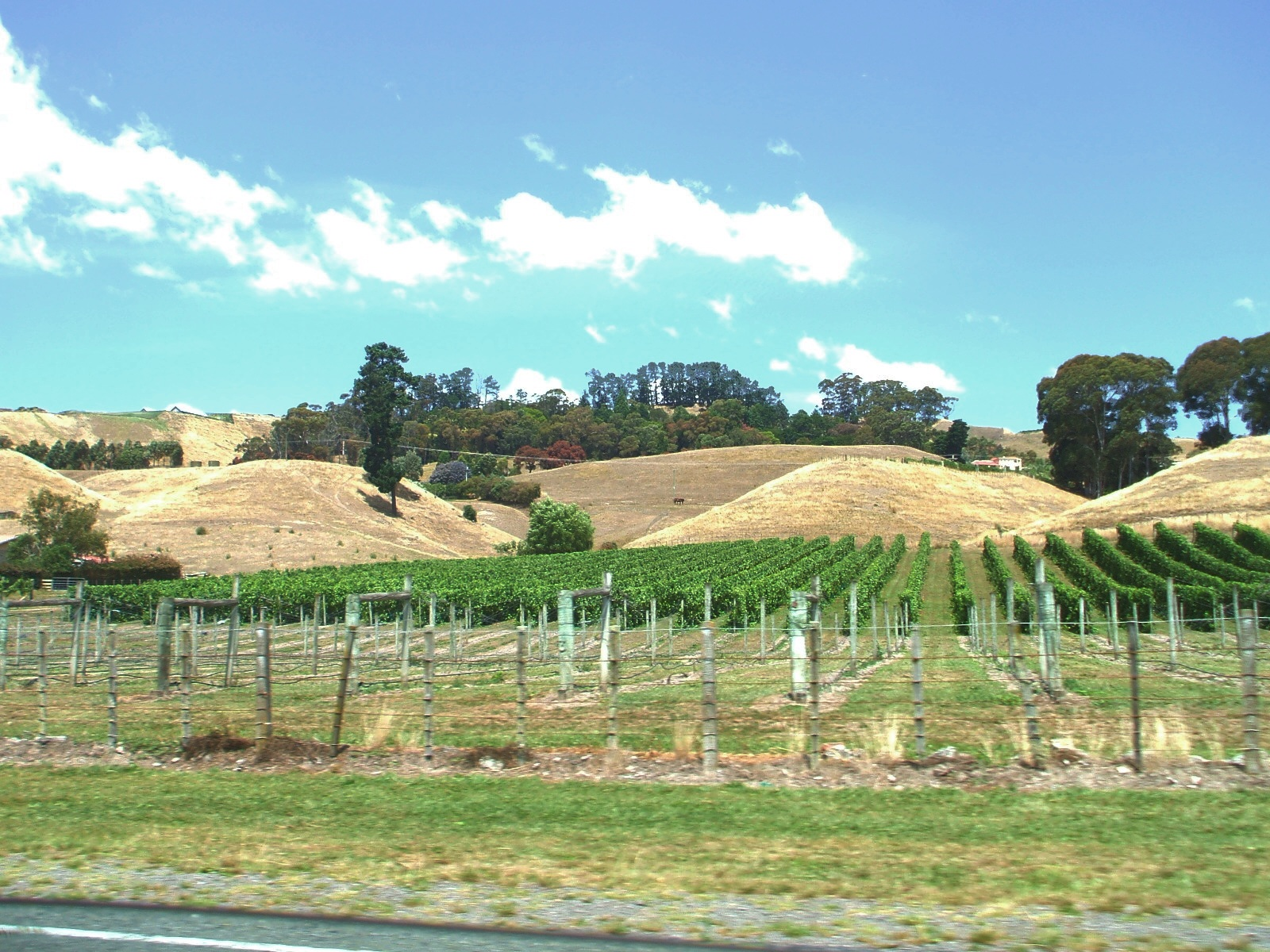
Виноградники в окрестностях Хавлок-Норта.

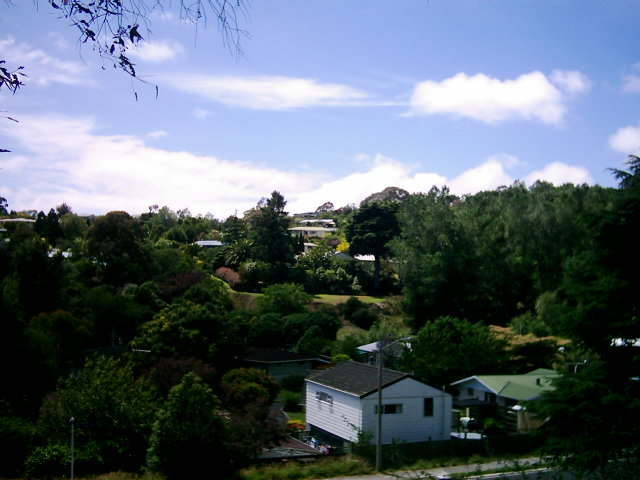
Хавлок-Норт.

Хавлок-Норт был основан в конце 1860-х годов по решению новозеландского колониального правительства. Своё название населённый пункт получил в честь сэра Генри Хэвлока, чтобы подчеркнуть его заслуги в подавлении восстания в Индии.
Долгое время развитие города сдерживало то обстоятельство, что бо́льшая часть земель в регионе принадлежала крупным землевладельцам. В 1873 году был основан город Хейстингс, через который год спустя провели железную дорогу (в обход Хавлок-Норта).
В 1892 году Бернардом Чамберсом был разбит первый в Хавлок-Норте виноградник. Возникли первые несколько школ, в которых учились в основном дети зажиточных владельцев так называемых «стейшнов». Изменение структуры землевладения и разделение участков на более мелкие способствовали привлечению бизнесменов из Веллингтона и Нейпира и, как следствие, развитию города. В настоящее время в Хавлок-Норте по-прежнему работают винный магазин и несколько ресторанов, созданных ещё в то время, более ста лет назад.
В 1907 году в городе возник «Хавлок-Уэрк» — кружок, в который входили люди искусства и литературы, то есть, наиболее видные и образованные граждане. В группе «Хавлок-Уэрк» пользовались популярностью мистика и различные философские идеи. Участники кружка печатали журнал, организовывали спектакли и музыкальные концерты, развивали искусства и ремёсла в городе.

## Население

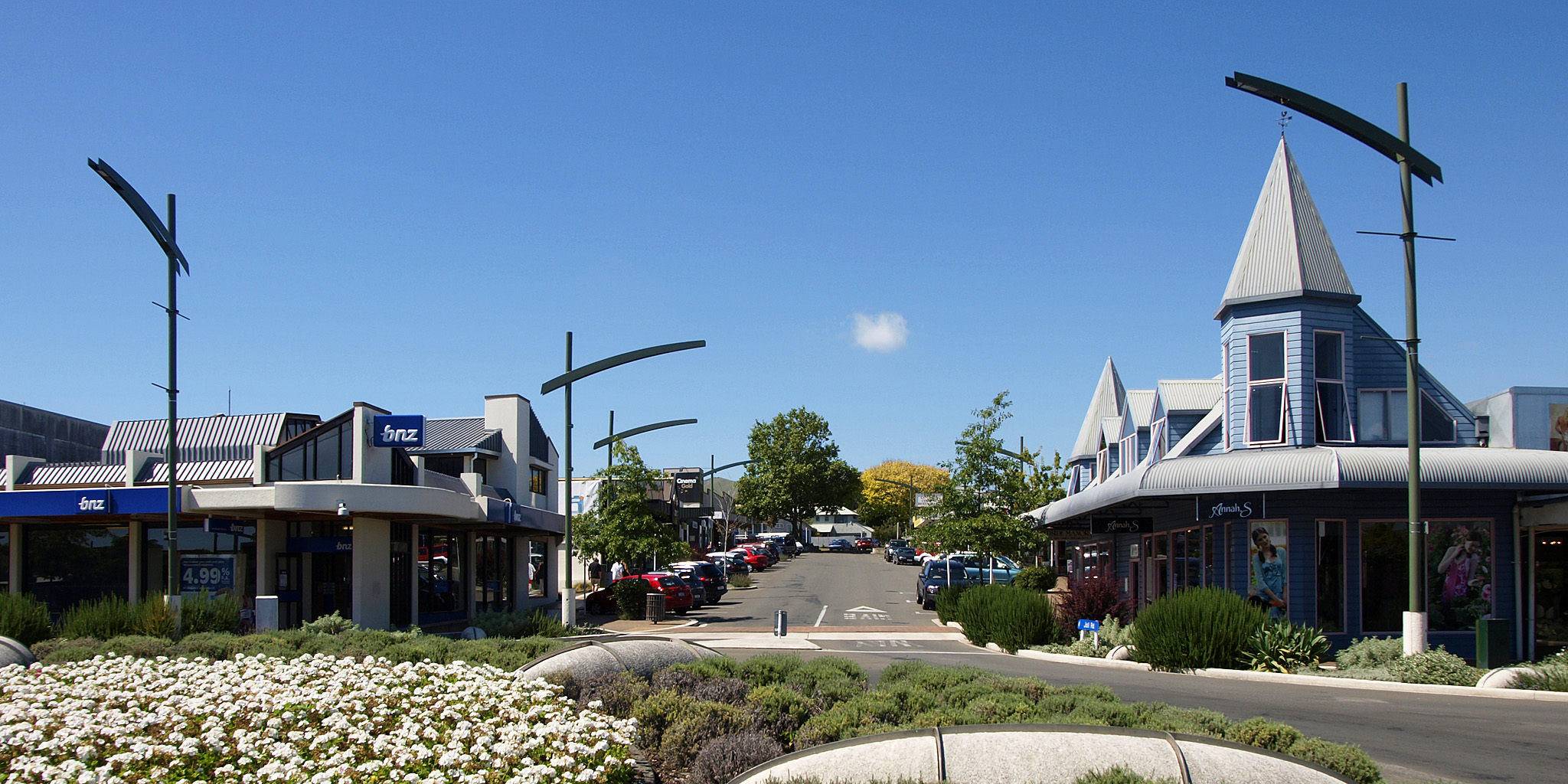
Одна из улиц города.

Численность населения Хавлок-Норта по данным последней переписи составляет 13 950 чел. (2018). При этом доля коренного населения — маори — 8 %.
Уровень образования и доходов населения в Хавлок-Норте превышает аналогичные показатели как для региона, так и для страны в целом.

## Образование
Система образования в Хавлок-Норте представлена такими учреждениями, как Хавлок-Нортская средняя школа, Хавлок-Нортская высшая школа, начальная школа Те-Мата, Хавлокская начальная школа, колледж для девушек Св. Ионы и др.

## Известные уроженцы и жители Хавлок-Норта
- Алан Дафф[англ.] — новозеландский писатель и колумнист.
- Альфред Миболд[англ.] — ботаник, писатель и антропософ.
- Роберт Фелкин[англ.] — путешественник и церемониальный маг.